# Safi I
Safi I (شاه صفی; ur. 1611, zm. 1642) – szach Iranu w latach 1629–1642. Był szóstym władcą z dynastii Safawidów. Gdy Safi się urodził, nadano mu imię Sam Mirza. Był synem Mohammeda Baqir Mirza, najstarszego syna szacha Abbasa I Wielkiego, i Dilaram Khanum, gruzińskiej żony Mohammeda.

## Przyczyny koronacji Safiego
Mohammed Baqir Mirza nigdy nie zasiadł na tronie, ponieważ zginął, zamordowany przez swego ojca Abbasa I, który obawiał się, że knuje on spisek na jego życie. W ciągu najbliższych kilku lat Abbas zabił lub oślepił wszystkich pozostałych synów, pozostawiając jedynie swego wnuka Safi'ego jako spadkobiercę. Safi został koronowany 28 stycznia 1629 roku w wieku osiemnastu lat.

## Rządy Safiego
Safi I bezwzględnie eliminował każdego, kogo uważał za zagrożenie dla swej władzy. Zabił prawie wszystkich książąt Safawidów tak samo jak naczelnych dworzan i głównych generałów. Poświęcał mało uwagi sprawom rządu i nie miał żadnych kulturalnych lub intelektualnych zainteresowań - nie nauczył się czytać i pisać, wolał spędzać czas na piciu wina lub laudanum. Dominującą postacią podczas panowania Safi'ego był Saru Taqi, mianowany wielkim wezyrem w 1634 roku. Saru Taqi był nieprzekupny i z dobrym skutkiem starał się podnosić dochody dla państwa.

Wrogowie Iranu wykorzystali słabe strony Safi'ego. Turcy najechali na Persję od zachodu trzykrotnie: w 1630 i 1634 oraz w 1638 r. Za trzecim razem zdobyli Bagdad i władali nim aż do I wojny światowej. Oprócz ataków armii tureckiej, Iran był gnębiony przez Uzbeków i Turkmenów na wschodzie i stracił terytorium od miasta Kandahar do Mughals w 1638. Niemniej jednak Traktat z Zuhab, który podpisano w 1639 roku położył kres wszystkim wojnom między Safawidami i Turkami.